# Ziré
Ziré est une localité située dans le département de Tougo de la province du Zondoma dans la région Nord au Burkina Faso.

## Géographie
Ziré est situé à environ 9 km au nord du centre de Tougo, le chef-lieu du département, à 4 km à l'est de Roba et à 35 km à l'est de Gourcy et de la route nationale 2.

## Santé et éducation
Le centre de soins le plus proche de Ziré est le centre de santé et de promotion sociale (CSPS) de Roba tandis que le centre médical avec antenne chirurgicale (CMA) de la province se trouve à Gourcy.
Ziré possède une école primaire publique tandis que le collège d'enseignement général (CEG) le plus proche se trouve également à Roba et que le lycée départemental est à Tougo.